# Округ Дејвис (Кентаки)
Дејвис (енгл. Daviess County) је округ у америчкој савезној држави Кентаки.

## Демографија
По попису из 2010. године број становника је 96.656, што је 5.111 (5,6%) становника више него 2000. године.
| Група             | 2000.          | 2010.          |
| Белци             | 85.302 (93,2%) | 87.005 (90,0%) |
| Афроамериканци    | 3.982 (4,3%)   | 4.626 (4,8%)   |
| Азијати           | 393 (0,4%)     | 685 (0,7%)     |
| Хиспаноамериканци | 845 (0,9%)     | 2.525 (2,6%)   |
| Укупно            | 91.545         | 96.656         |